# Ozimops petersi
Ozimops petersi és una espècie de ratpenat de la família dels molòssids. És endèmic d'Austràlia. Els seus hàbitats naturals són els matollars de quenopodiòidies, els herbassars i els camps de conreu, així com diversos tipus de formacions vegetals pròpies d'Austràlia. És una espècie en risc mínim, és a dir, no sembla que hi hagi cap amenaça significativa per a la seva supervivència.